# Otto Hahr
Otto Gustaf Adolf Hahr, född 9 oktober 1856 i Ystad, död 5 mars 1925 i Johannes församling, Stockholm, var en svensk skolledare.
Han var fosterson till kassör Adolf Robert Hahr (1829–1894) och hans hustru. Han var gift med Hilma Fredrika Blomberg (1864–1945) men äktenskapet upplöstes 1908. Paret fick barnen aktuarien filosofie licentiat Erik Otto Hahr (1896–1966) och Gösta Adolf Hahr (1899–1957). Otto Hahr blev student 1878 och avlade filosofie kandidatexamen 1888. Han var adjunkt vid Högre realläroverket på Norrmalm i Stockholm 1896–1922 och grundade tillsammans med sin kollega från Högre realläroverket John Liljeqvist 1897 Stockholms samgymnasium som var en privat förberedande skola, realskola och gymnasium; skolan öppnades officiellt 1902 med Hahr som rektor. Från 1912 drev man skolan som ett aktiebolag. Skolan införde olika förbättringar i den pedagogiska utbildningen. Under höstterminen 1930 påbörjade man försök med ämnesläsning istället för klassundervisning, Man införde även kvällsundervisning för vuxna med förvärvsarbete under namnet Stockholms samgymnasiums aftonundervisning. Makarna Hahr är begravda på Norra begravningsplatsen utanför Stockholm.

### Källförteckning
- Stockholms stadsarkiv Stockholms samgymnasium
- Svenska Dagbladet Otto Hahr avliden
- Riksarkivet Släkten Hahr
- Hahr, Otto Gustaf Adolf på SvenskaGravar.se